# 비갠후
비갠후(Began Who)는 대한민국의 록 밴드이다.
2000년, 윤도현밴드에서 활동한 기타리스트 유병열과 안치환과 자유의 드러머였던 나성호를 주축으로 결성되었다. 결성 당시 밴드명은 '패션'(Passion) 이었으며 2001년에 밴드명을 '패션'에서 '비갠후'로 개명하였다.

## 구성원
- 김길중 (1982년생) - 보컬
- 유병열 (1967년 3월 19일) - 기타
- 장재혁 - 베이스
- 광기 (1987년 9월 22일) - 키보드
- 나성호 (1970년 8월 5일) - 드럼

### 이전 구성원
- 한호훈 (1975년 8월 15일) - 보컬
- 조한영 - 기타
- 심정훈 - 보컬
- 이자영 - 보컬
- 전경희 - 베이스
- 김태일 - 베이스
- 이상훈 - 키보드

## 음반

### EP
- Bridge 2.5 (2011년)

### 앨범
- Began...Who? (2002년)
- The City Life (2009년)